# Хасле (квартал на Осло)
„Хасле“ е квартал в норвежката столица Осло, район Грюнерльока. Намира се в съседство с кварталите „Окерн“, „Хелсфир“, „Лиле Тойен“ и „Карл Бернер“.
Кварталът се състои и от жилищни, и от промишлени сгради. Тук се откриват филиал на норвежката верига магазини „Нарвесен“, фабрика на „Бритиш Американ Табако Норуей“ и завод на „АББ Груп“. В последно време кварталът се радва на по-големи строителни проекти. „Хасле Торг“ е единственият търговски център в квартала, но предлага разнообразни услуги: сред по-важните наематели на същия са супермаркет „ICA“, пекарна „Хансен“, алкохолен магазин „Винмонополет“, фитнес зала, фризьорски салон, цветарски магазин, солариум, суши заведение и кантора за недвижими имоти „Крогсвеен“. Що се отнася до наличието на спортни съоръжения, в „Хасле“ има две футболни игрища (с естествена трева и изкуствена такава), голяма зала за тенис и такава за спортна гимнастика, принадлежаща на Ословската гимнастическа асоциация. Също така в квартала има и основно училище и църква.

## Транспорт
Наречена на едноименния квартал, метростанция „Хасле“ се намира между станциите „Карл Бернерс плас“ и „Окерн“. Кварталът е включен и в маршрута на автобусни линии 57, 60 и 67.